# Шанън (броненосен крайцер)
Вижте пояснителната страница за други значения на Шанън.
Шанън (на английски: HMS Shannon) е броненосен крайцер на Кралския военноморски флот, това е първият британски броненосен крайцер. Проектът получава развитие в броненосните крайцери тип „Нелсън“.

## Конструкция
„Шанън“ е построен в отговор на две заплахи. Инструкциите на Адмиралтейството към проектанта, Натаниъл Барнаби, са да проектира броненосец „способен да се конкурира с броненосците на чуждестранните военноморски сили“. Това означава по-специално десетте френски бронирани корвети клас „Alma“ и „La Galissonnière“, така и за борба с второкласните броненосци на по-малките военноморските сили от Азия, Северна и Южна Америка. В същото време, когато „Шанън“ е в процес на планиране, руският флот строи първите бронирани крайцери – „Генерал-адмирал“ и „Херцог на Единбург“. Тези кораби са предназначени за крайцерски набези срещу търговски кораби, но са бронирани и въоръжени като второкласни броненосци. Тяхното съществуване налага „Шанън“ да се бори с тях в защита на морските комуникации и търговския флот в открито море, далеч от метрополията.

### Корпус
Корабът разполага с таран, който в мирно време се сваля, а монтажът му може да се извърши в случай на война.

### Силова установка
Гребният винт е потопен само при използване на парната машина за движение. При използване на ветрилата винтът се вдига, за да се намали съпротивлението и съответно да се увеличи скоростта.

### Брониране
Корабната броня е от ковано желязо. Бронираният пояс не покрива целия кораб. Носът остава неброниран.

### Въоръжение
Двете оръдия на главния калибър са разположени към носа на кораба, защитени от бронирани каземати. Шест оръдия от по-малкия калибър са разделени побордно без защита. Седмото е на кърмата, също без да е защитено.